# هری فیشل
هری فیشل (انگلیسی: Harry Fischel; ۱ ژانویهٔ ۱۸۶۵ – ۱ ژانویهٔ ۱۹۴۸) معمار، و اهالی کسب‌وکار اهل ایالات متحده آمریکا بود.